# La Quinzaine
Pour les articles homonymes, voir Quinzaine (homonymie).
Ne doit pas être confondu avec Cahiers de la Quinzaine.

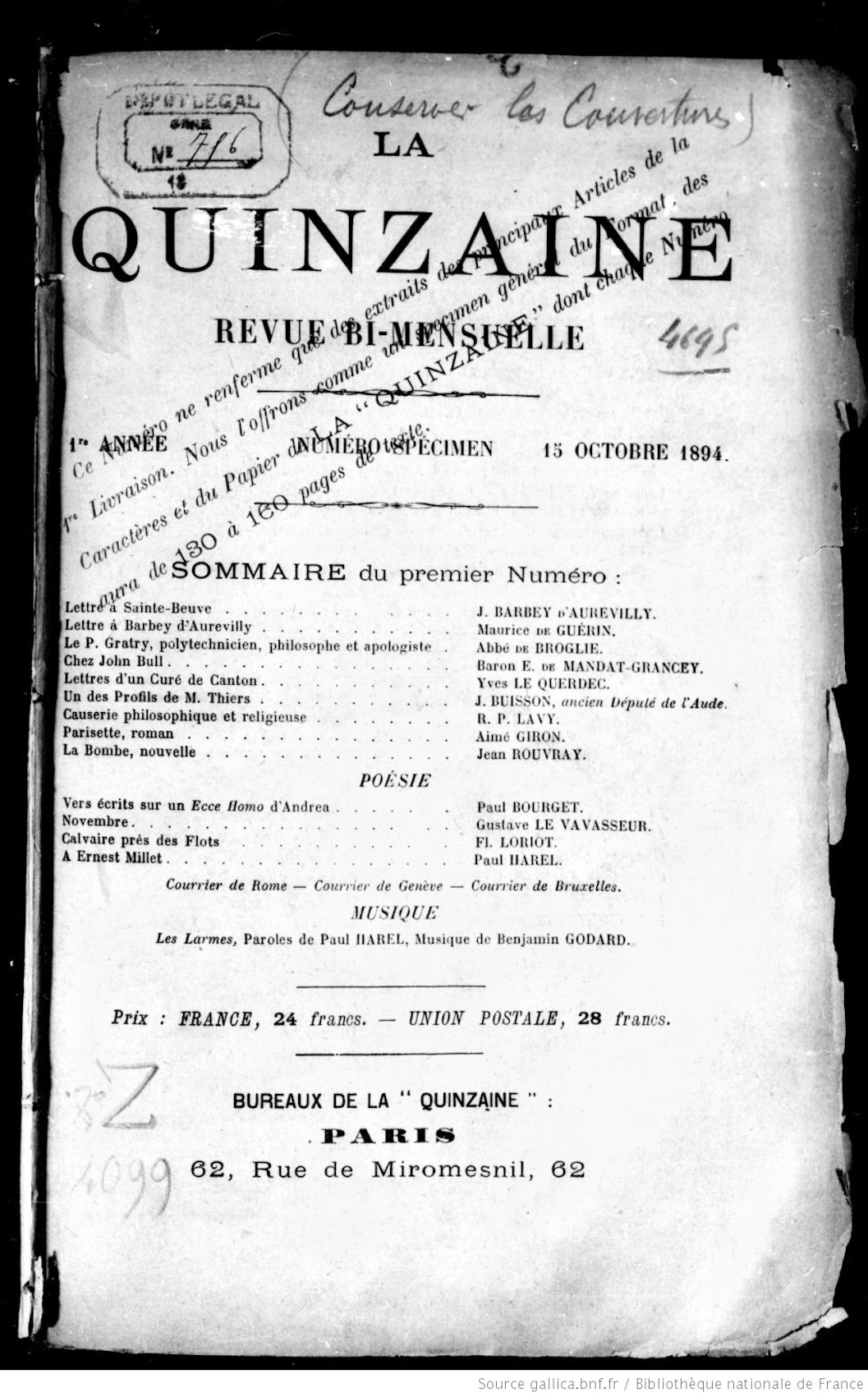
Sommaire du premier numéro de La Quinzaine de novembre 1894

La Quinzaine est une revue catholique sociale française éditée à Paris s'intitulant elle-même revue littéraire, artistique et scientifique qui occupa une place importante dans le paysage intellectuel français de novembre 1894 à mars 1907. 

## Historique
Fondée par Paul Harel elle fut ensuite dirigée par George Fonsegrive. Elle accueillit en janvier et février 1904 les trois parties du long article célèbre de Maurice Bondel intitulé Histoire et dogme : Les Lacunes philosophiques de l'exégèse moderne.
Ce texte devait selon Émile Poulat constituer « la controverse la plus riche et la plus serrée qui se soit développée autour de L'Évangile et l'Église», l'ouvrage d'Alfred Loisy qui allait porter à son comble la crise moderniste.
Dogme et histoire parut le 16 janvier 1904, le 1er février et le 16 février respectivement aux pages 145-167, 349-373 et 433-458 du tome 56.
Elle cessa de paraître en 1907 avec la condamnation du modernisme. Elle « dut disparaître » écrit Pierre Letamendia parce que l'on voyait le modernisme un peu partout, en dépit du fait qu'elle était, écrit le même auteur, « au premier rang » d'autres revues « de valeur », dont il ne cite que La Quinzaine et La Démocratie-chrétienne.